# Phaulostylus grammicus
Phaulostylus grammicus är en spindelart som beskrevs av Simon 1902. Phaulostylus grammicus ingår i släktet Phaulostylus och familjen hoppspindlar. Inga underarter finns listade i Catalogue of Life.